# Thème de Mylasa et Melanoudion
Le thème de Mylasa et Melanoudion (grec moderne : θέμα Μυλά[σ]σης και Μελανουδίου) est une province byzantine (thème) du sud-ouest de l'Asie Mineure (Turquie moderne) aux XIIe et XIIIe siècles.
Il est attesté pour la première fois en 1127/1128, et a probablement été créé quelque temps après 1110, soit par Alexis Ier Comnène (r. 1081–1118) soit par son fils et successeur Jean II Comnène (r. 1118–1143), hors du territoire reconquis des Turcs seldjoukides dans les années 1090. À l'origine nommé simplement le thème de Mylasa, il a été renommé après que son siège a été déplacé de Mylasa (Milas moderne) à la ville de Melanoudion - pas encore identifiée de manière concluante - qui se trouvait au sud de Milet - vers 1150–1175.
Le thème comprenait la majeure partie de la région de Carie, du fleuve Méandre au nord à la vallée de la rivière Morsynos (mod. Vandalas Çayi) à l'est. La côte appartenait cependant au thème Cibyrrhéote et, après la dissolution de ce dernier sous le règne de Manuel I Comnène (r. 1143–1180), elle fut jointe aux îles voisines du Dodécanèse, principalement Kos. Certains des doukes de Mylasa et Melanoudion semblent cependant avoir exercé une autorité sur la côte et les îles au large également.
La région est restée sous contrôle byzantin jusqu'à sa conquête par les Turcs au début du règne d'Andronic II Palaiologue (r. 1282–1328). Elle est remarquable pour le nombre de fortifications byzantines subsistantes, ainsi que pour la communauté monastique florissante du mont Latros.